# Kathleen York
Kathleen York, também conhecida como Bird York, é uma actriz, compositora e cantora, que atingiu sucesso com o tema "In The Deep", da banda sonora do filme "Crash"[carece de fontes?]. Já participou nas séries "The West Wing", "Desperate Housewives" e Aaron's Way, em vários filmes de Tom Waits e nos filmes "Curb Your Enthusiasm" e "The Big Day", por exemplo.
Tambem trabalhou no filme "o primeiro da classe" estreando como a namorada de Brad(James Wolk)

## Discografia
- Bird York (1999, Blissed Out Records)
- The Velvet Hour (2005, Blissed Out Records)
- Wicked Little High (2006, EMI) licenciado apenas
- Wicked Little High (2012, relançado Bird In The Hand Music)
- Have No Fear EP (2008, Blissed Out Records)